# 甲午 (纪录片)
《甲午》是中国中央电视台新闻频道于2015年首播的一部以中日甲午战争为主题的纪录片。纪录片由曾创作纪录片《幼童》与《梁思成林徽因》的导演胡劲草主持拍摄，中国海军史研究会会长陈悦担任历史顾问。纪录片于6月22日至26日在中央电视台新闻频道首播。

## 分集
| 分集 | 名称 | 首播日期      | 外部链接 |
| ---- | ---- | ------------- | -------- |
| 1    | 开国 | 2015年6月22日 | 视频     |
| 2    | 龙腾 | 2015年6月23日 | 视频     |
| 3    | 竞逐 | 2015年6月24日 | 视频     |
| 4    | 备战 | 2015年6月25日 | 视频     |
| 5    | 沉没 | 2015年6月26日 | 视频     |